# Cydalima conchylalis
Cydalima conchylalis là một loài bướm đêm trong họ Crambidae.